# Кокон

Коконы тутового шелкопряда перед обработкой

Ко́кон (от фр. сосо — «скорлупа») — оболочка из шёлка, которой окружают себя личинки многих насекомых перед переходом в стадию куколки. Кроме насекомых, коконы плетут пауки и некоторые другие животные.

## Коконы насекомых

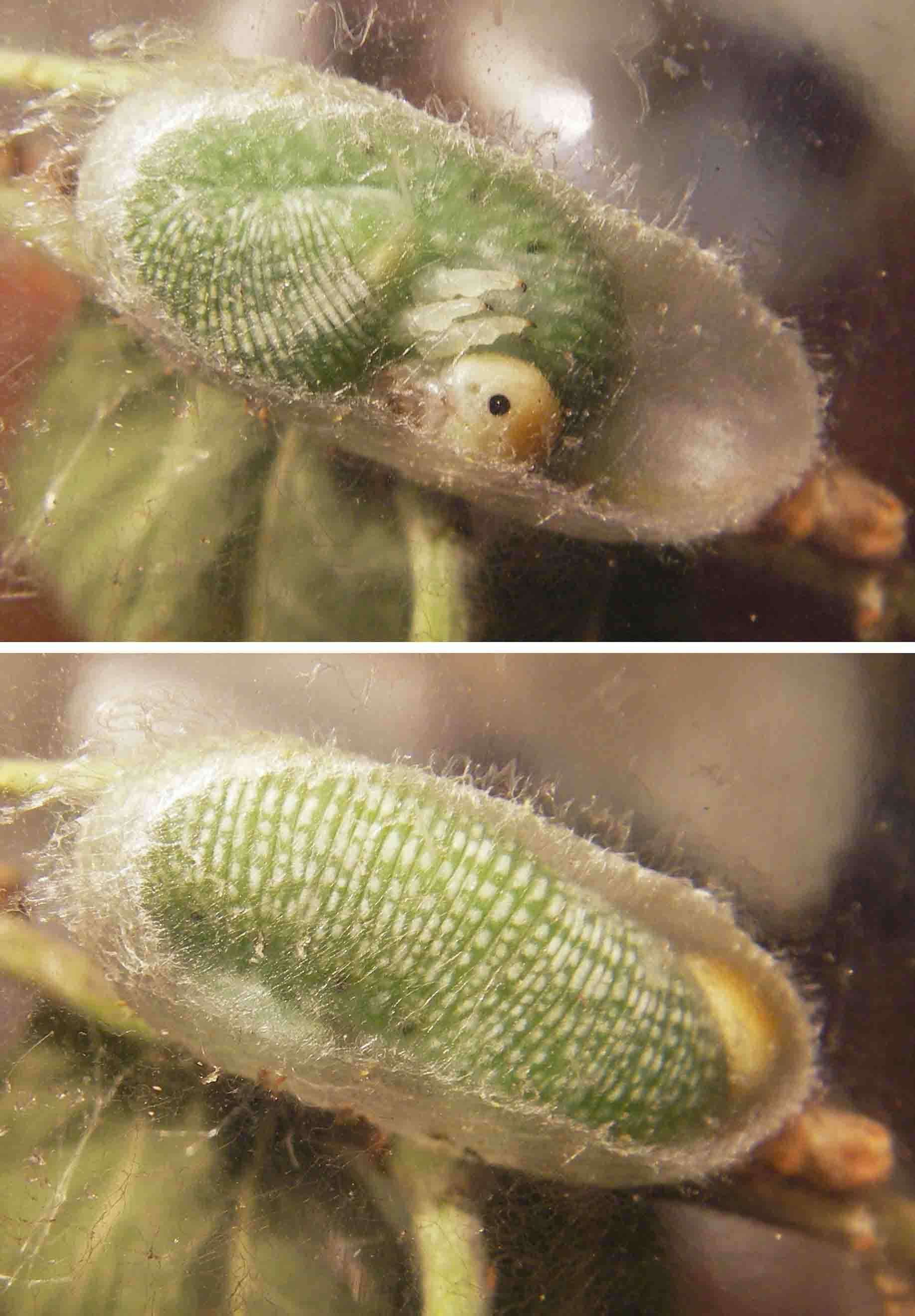
Личинка пилильщика Cimbex sp. (Hymenoptera: Symphyta) сооружает кокон, прикреплённый одной стороной к прозрачной стеклянной стенке, что позволяет видеть её работу внутри кокона. Личинка ещё не впала в состояние пронимфы и поэтому подвижна. Манипулируя головой, она накладывает на внутреннюю поверхность строящегося кокона новые слои шелковой нити, которая вырабатывается мальпигиевыми сосудами и выделяется из отверстия в области ротовых придатков

Личинки некоторых насекомых с полным превращением (многих бабочек, ручейников, перепончатокрылых, сетчатокрылообразных и др.) перед линькой на куколку плетут кокон из шёлка, который либо вырабатывается лабиальными железами и выделяется изо рта (точнее, из специального отверстия между нижней губой и гипофаринксом), либо вырабатывается мальпигиевыми сосудами и выделяется из анального отверстия.
Коконы могут быть мягкими или жёсткими, плотными или рыхлыми, различных цветов, состоять из различных слоёв, в зависимости от вида личинки, их создавших. Некоторые личинки встраивают в шёлковый кокон частицы почвы, свои экскременты и/или сброшенные со своего тела щетинки. Часто коконы располагаются в почве или в других труднодоступных местах — под листьями, в трещинах коры деревьев и т. п. Внутри кокона личинка впадает в состояние пронимфы и затем линяет; и таким образом малоподвижная или совсем неподвижная пронимфа и куколка оказывается защищённой коконом. У некоторых насекомых куколка перед самой линькой на взрослое насекомое покидает кокон; куколки некоторых насекомых (ручейников, скорпионниц, сетчатокрылообразных) прогрызают кокон своими хорошо развитыми мандибулами; у куколок других насекомых мандибулы неподвижны или отсутствуют. Куколки жуков и перепончатокрылых линяют на взрослое насекомое прямо внутри кокона. В последнем случае взрослое насекомое ухитряется расправить крылья, мягкие после линьки, в тесном пространстве кокона и дождаться их затвердения, после чего складывает крылья и прогрызает себе путь из кокона наружу.
Самки некоторых мешочниц кокона не покидают.

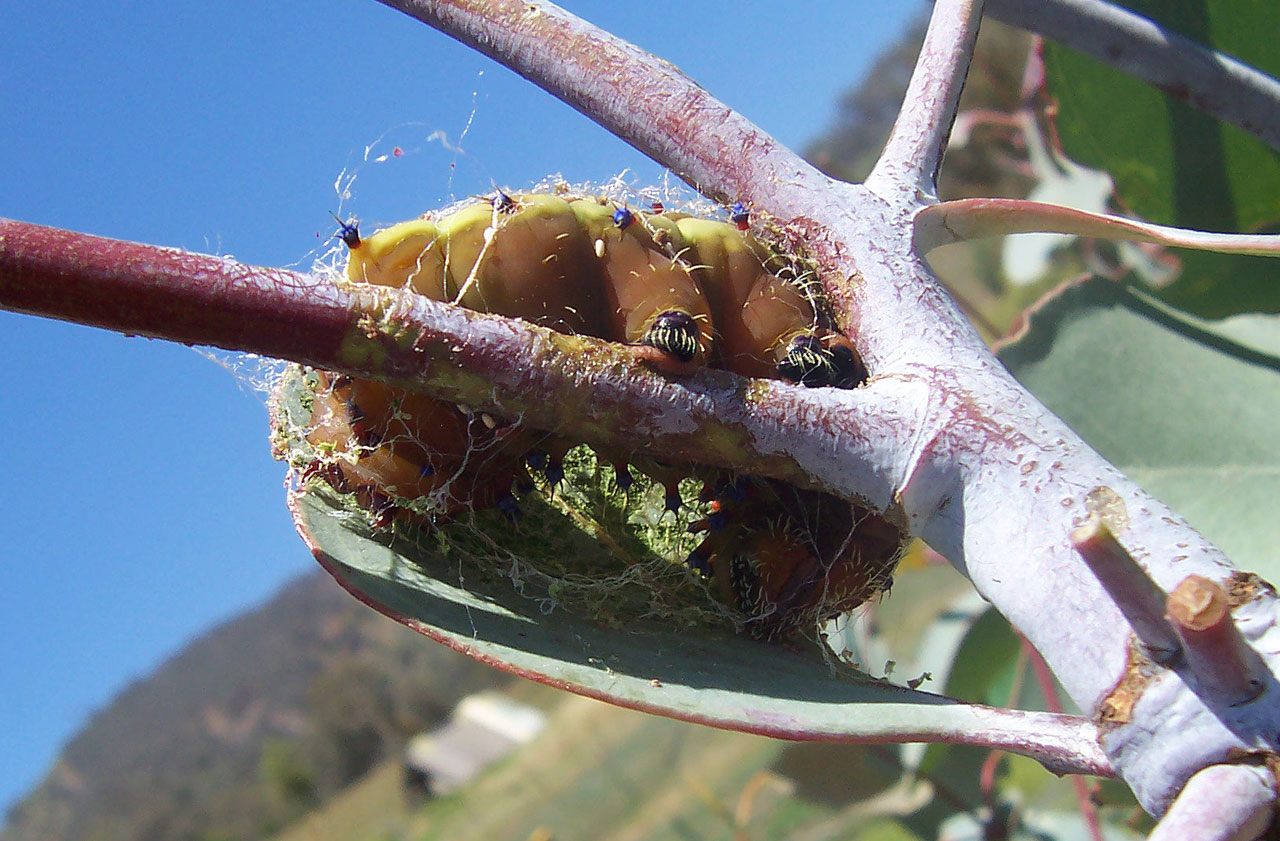
Гусеница закрепляет кокон.
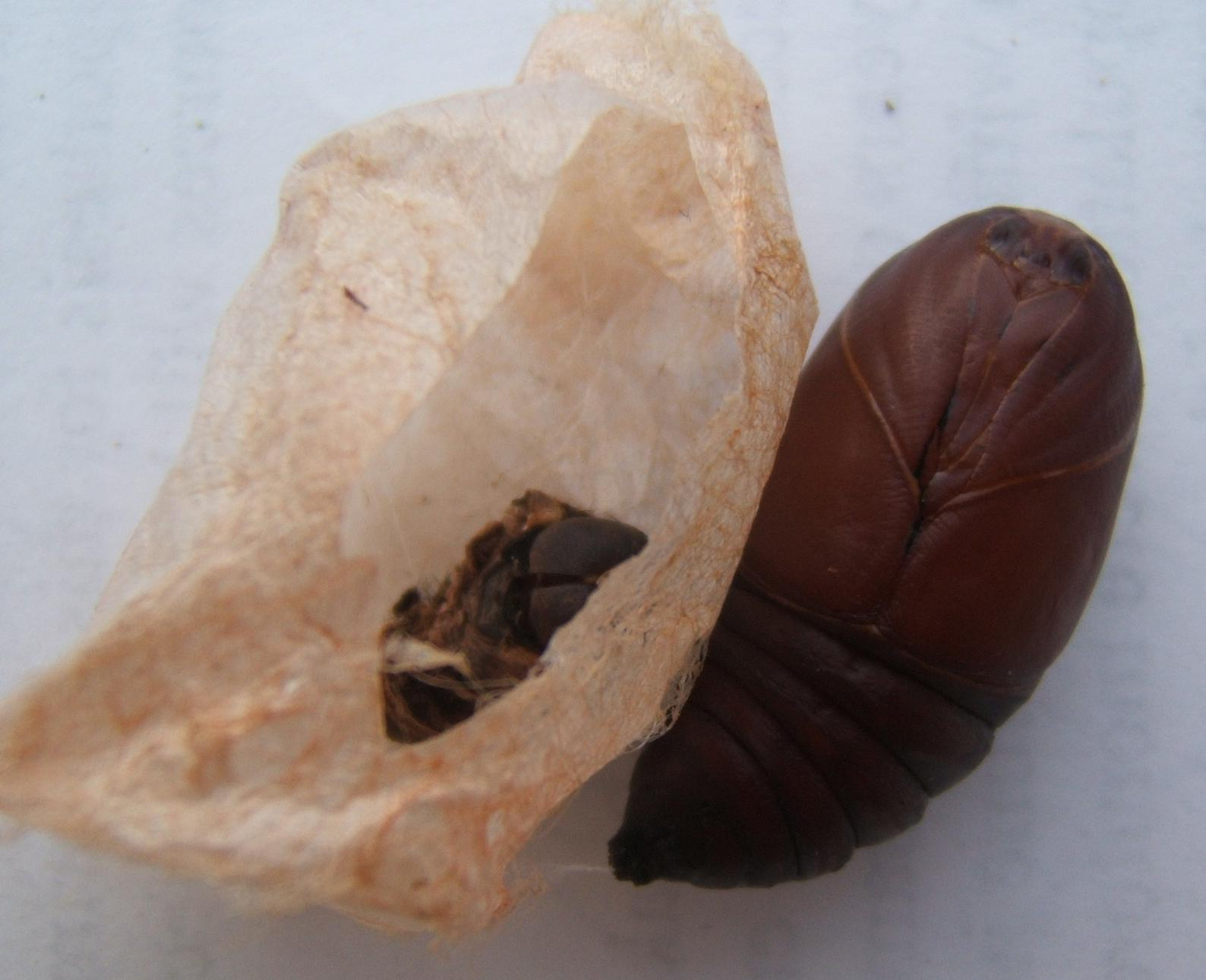
Кокон и куколка бабочки Actias luna.
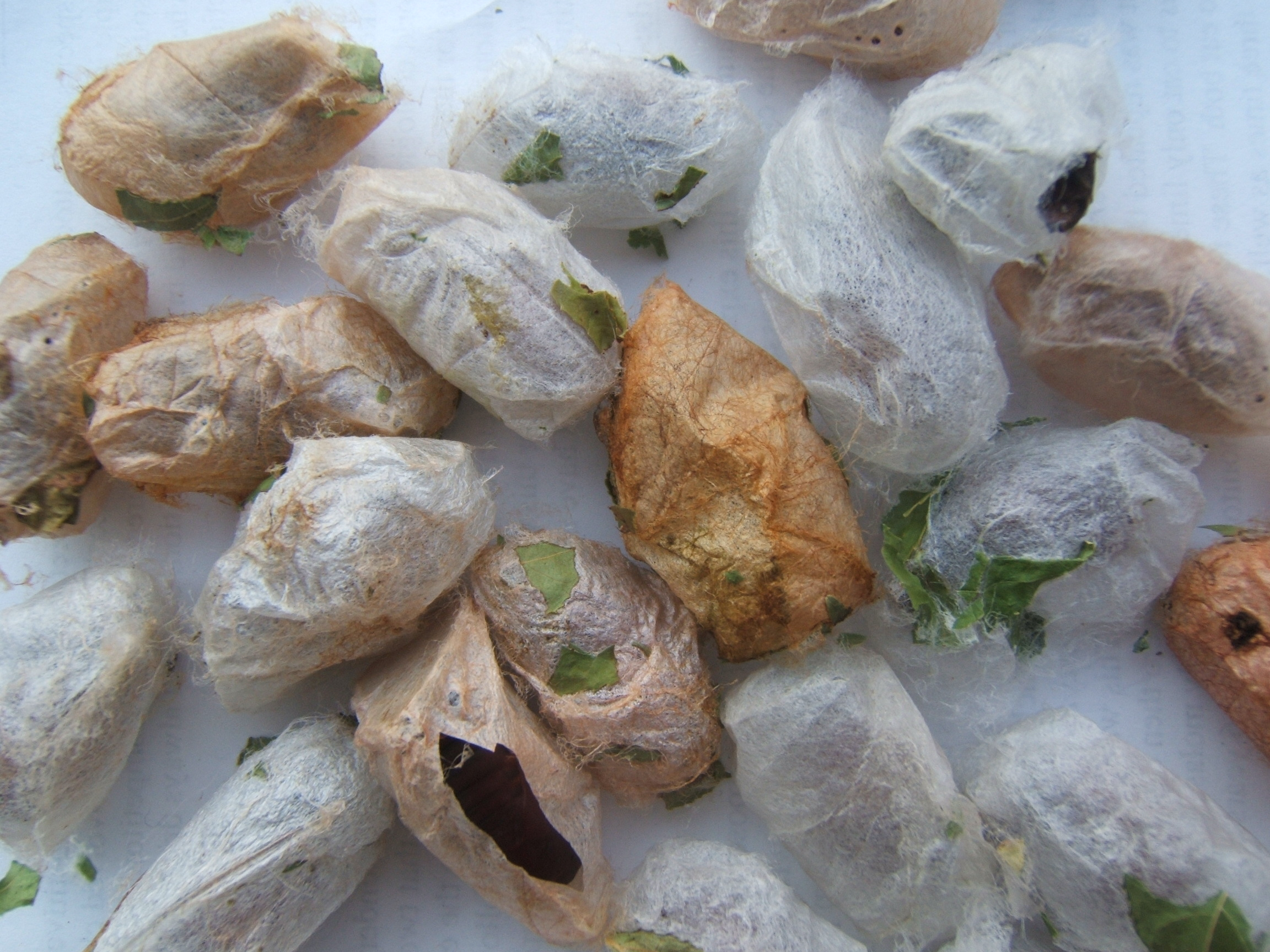
Коконы бабочки Actias luna.
Бабочка Actias luna покидает кокон.

## Коконы пауков

### Для яиц
Паучья паутина была предназначена в первую очередь для защиты яиц. Коконы большинства видов двуслойные: внутренний слой мягче, внешний — прочнее. Кокон содержит от 2 до 1000 яиц в зависимости от вида. Чем меньше яиц в коконе, тем больше самих коконов создаёт каждая паучиха.

### Для жертв
Подойдя к пойманной в паутину жертве, пауки ведут себя по-разному. Одни делают укус жертве, парализуя её, другие — быстро заворачивают жертву в плотный кокон, чтобы она не могла шевелиться. Это делается в связи с тем, что иногда паук намного уступает в размере и силе своей жертве. Он подходит позже, когда жертва ослабеет или перестанет сопротивляться.

### Для потомства
Интересно проявление заботы о потомстве у бродячих пауков. Часто можно увидеть в начале лета убегающих из под ног самок пауков-волков, к брюшку которых прочно прикреплён мягкий округлый комочек — кокон, в котором находится много (несколько десятков) паучьих яиц. В течение долгих недель паучиха носит с собой кокон. Скорость развития зародышей зависит от температуры внешней среды (воздуха). С повышением температуры на 10 градусов скорость инкубации яиц возрастает примерно в два раза. Поэтому паучиха, обычно предпочитающая сырые, затененные места, в период вынашивания кокона выискивает открытые, наиболее прогреваемые солнцем участки. К вечеру от испарения воды из тела вес и без того миниатюрного животного уменьшается практически наполовину. Но только после захода солнца самка покидает «солярий», удовлетворяя жажду и набирая нормальный вес в основном за счет росы. А наутро — снова на солнце, если позволит погода. И такое поведение паук демонстрирует в течение 2 — 3 недель.

## Коконы позвоночных

### Амфибий
Веслоногие лягушки покрывают кладку икры вспененным слизистым коконом, располагая его прямо над водоёмом. Оболочка кокона затвердевает, в то же время икринки остаются во влажной среде. Когда икринки проклёвываются, оболочка кокона прорывается, и головастики сразу падают в воду.

### Рыб
Протоптер перед спячкой во время засухи выделяет слизь, которая, застывая, образует прочный кокон, представляющий собой плёнку толщиной 0,05-0,06 мм, в котором рыба дожидается дождя.

## Коконы животных
Некоторые беспозвоночные, в частности, многие моллюски и некоторые черви обволакивают кладку яиц слизистым коконом. Постепенно такой кокон застывает и отвердевает. Некоторые улитки кладку укрепляют, например Natica замешивает в слизь песок.

## Коконы вымышленных существ
- Пришелец из фильма «Арахнид» покрывал жертву коконом, в котором личинка кормилась полупереваренной жертвой. Другой кокон использовался им для сна.
- Чужие часто превращают жертв в коконы и оставляют рядом со своими яйцами.
- В коконах находились вампиры в фильмах «Ван Хельсинг» (мертворождённое потомство Дракулы) и «Пастырь» (во время транспортировки на поезде).
- Коконы — устройства из одноимённого фильма и его продолжения, в которых пришельцы находились в состоянии анабиоза.
- Могваи — существа из фильмов «Гремлины» и «Гремлины 2: Новенькая партия» — окукливаются перед превращением в гремлинов.
- Кокон — космический корабль пришельцев из фильма «Землянин».